# Giro del Mendrisiotto
Il Giro del Mendrisiotto era una corsa in linea maschile di ciclismo su strada che si disputava annualmente nel Mendrisiotto, in Svizzera.
La prima edizione si svolse nel 1933. Riservato ai dilettanti fino al 1995, dal 1996 fu aperto ai professionisti. Le tre edizioni disputate dal 2002 al 2004 furono riservate di nuovo ai dilettanti. Dal 2005 al 2009 venne inserito nel calendario dell'UCI Europe Tour come evento di classe 1.2. Dal 2010 tornò ad essere proposto come evento Open aperto alle categorie Elite e Under-23. Dal 2013, infine, la gara non viene più organizzata.

## Albo d'oro
Aggiornato all'edizione 2012.
| Anno | Vincitore            | Secondo            | Terzo              |
| ---- | -------------------- | ------------------ | ------------------ |
| 1933 | Enrico Gerosa        |                    |                    |
| 1934 | Augusto Introzzi     | Tognazzi           | Zenoni             |
| 1935 | Arturo Maestrani     |                    |                    |
| 1936 | Fermo Radaelli       |                    |                    |
| 1937 | Fermo Radaelli       |                    |                    |
| 1938 | Walter Diggelmann    |                    |                    |
| 1939 | Ernesto Kuhn         |                    |                    |
| 1947 | Franco Fanri         |                    |                    |
| 1949 | Remo Pianezzi        |                    |                    |
| 1950 | Hans Pfenninger      |                    |                    |
| 1951 | Rino Benedetti       |                    |                    |
| 1952 | Fausto Lurati        |                    |                    |
| 1953 | Attilio Moresi       |                    |                    |
| 1954 | Vittorio Mazzuchelli |                    |                    |
| 1955 | Armando Ceroni       |                    |                    |
| 1956 | Adriano De Gasperi   |                    |                    |
| 1957 | Alfred Rüegg         |                    |                    |
| 1958 | Giancarlo Poiano     |                    |                    |
| 1959 | Arturo Sabadin       |                    |                    |
| 1960 | Rolf Maurer          |                    |                    |
| 1961 | Jean Jourden         |                    |                    |
| 1962 | Robert Hintermüller  |                    |                    |
| 1963 | Fatton Gilbert       |                    |                    |
| 1964 | Hans Luethi          |                    |                    |
| 1965 | Hans Luethi          |                    |                    |
| 1966 | Vladimiro Palazzi    |                    |                    |
| 1967 | Walter Richard       |                    |                    |
| 1968 | Arthur Schlatter     |                    |                    |
| 1969 | Franco Maietti       |                    |                    |
| 1970 | Germano Mignami      |                    |                    |
| 1971 | Josef Fuchs          |                    |                    |
| 1972 | Xaver Kurmann        |                    |                    |
| 1973 | Robert Thalmann      |                    |                    |
| 1974 | Ivan Schmid          |                    |                    |
| 1975 | Roland Schär         |                    |                    |
| 1976 | Gabriele Mirri       |                    |                    |
| 1977 | Gilbert Glaus        |                    |                    |
| 1978 | Stefan Mutter        |                    |                    |
| 1979 | Kurt Ehrensberger    |                    |                    |
| 1980 | Gilbert Glaus        |                    |                    |
| 1981 | Gilbert Glaus        |                    |                    |
| 1982 | Jürg Bruggmann       |                    |                    |
| 1983 | Richard Trinkler     |                    |                    |
| 1984 | Benno Wiss           |                    |                    |
| 1985 | Thomas Wegmüller     |                    |                    |
| 1986 | Stephen Hodge        |                    |                    |
| 1987 | Daniel Huwyler       |                    |                    |
| 1988 | Scott Sunderland     |                    |                    |
| 1989 | Barney Saint Georges |                    |                    |
| 1990 | Pascal Jaccard       |                    |                    |
| 1991 | Daniel Huwyler       |                    |                    |
| 1992 | Serhij Ušakov        |                    |                    |
| 1993 | Christian Andersen   |                    |                    |
| 1994 | Peter Luttenberger   |                    |                    |
| 1995 | Ralph Gartmann       |                    |                    |
| 1996 | Salvatore Commesso   | Nicolaj Bo Larsen  | Felice Puttini     |
| 1997 | Beat Zberg           | Danilo Di Luca     | Mauro Radaelli     |
| 1998 | Felice Puttini       | Romāns Vainšteins  | Markus Zberg       |
| 1999 | Valentino Fois       | Luca Paolini       | Guido Trentin      |
| 2000 | Felice Puttini       | Patrick Calcagni   | Pietro Pellizzotti |
| 2001 | Alexandre Moos       | Bert Grabsch       | Massimo Donati     |
| 2002 | Ruslan Hryščenko     | Giairo Ermeti      | Mariusz Wiesiak    |
| 2003 | Mariusz Wiesiak      | Mauro Santambrogio | Laurent Mangel     |
| 2004 | Giuseppe De Maria    | Carl Naibo         | Andrij Pryščepa    |
| 2005 | Michele Maccanti     | Daniele Contrini   | Mauro Santambrogio |
| 2006 | Daniele De Paoli     | Adam Hansen        | Ivan Fanelli       |
| 2007 | Andreas Dietziker    | Luca Solari        | Emanuele Bindi     |
| 2008 | Eddy Serri           | Enrico Rossi       | Wesley Sulzberger  |
| 2009 | Ignatas Konovalovas  | Daniele Callegarin | Peter Kusztor      |
| 2010 | Andreas Dietziker    | Peter Kusztor      | Michael Bär        |
| 2011 | Mirco Saggiorato     | Nicolas Schnyder   | Jonathan Fumeaux   |
| 2012 | Marcel Aregger       | Claudio Imhof      | Matteo Azzolini    |